# Lista över offentlig konst i Södertälje kommun
Lista över offentlig konst i Södertälje kommun är en ofullständig förteckning över främst utomhusplacerad offentlig konst i Södertälje kommun. 
| Titel                             | Konstnär(er)                   | Årtal      | Beskrivning             | Typ - material           | Stadsdel/ort | Plats Koordinater                                               | Bild                                                             |
| --------------------------------- | ------------------------------ | ---------- | ----------------------- | ------------------------ | ------------ | --------------------------------------------------------------- | ---------------------------------------------------------------- |
| Sinnenas trädgård fontän          | C-Stefan Ahlenius              | 2004       |                         | brons                    |              | Artursberg koordinater saknas                                   |                                                                  |
| Skeppet                           | Percy Andersson                | 1972       |                         | trä                      |              | Wasaskolan koordinater saknas                                   |                                                                  |
| Labyrint                          | Percy Andersson                | 1973       |                         | kullersten               |              | Turingelunden koordinater saknas                                |                                                                  |
| Morgonbad                         | Stig Blomberg                  | 1957       |                         | fontän - brons           |              | Turingelunden 59.19858, 17.62476                                | Morgonbad                                                        |
| Fisken                            | Birger Boman                   | 1962       |                         | plåt                     |              | Blombackaskolan koordinater saknas                              |                                                                  |
| Pojke med snäcka                  | Gustav Cederwall               | 1911       |                         | fontän - brons           |              | Saltsjötorget 59.19349, 17.62753                                | Pojke med snäcka                                                 |
| Smidesräcke, grind, portal        | Lenny Clarhäll                 | 2004       |                         | järn                     |              | Ljungbacken, Järna koordinater saknas                           |                                                                  |
| Portalen                          | Lenny Clarhäll                 | 1997       |                         | Emaljplåtar              |              | Astrabacken utanför AstraZenecas huvudkontor 59.20161, 17.62076 | Portalen                                                         |
| Samtal                            | Ole Drebold                    | 1998       |                         | skulpturer - trä         |              | Rosenborgskolan koordinater saknas                              |                                                                  |
| Pers hage                         | Ole Drebold                    | 2000       |                         | järn, marmor             |              | Pershagenskolan koordinater saknas                              |                                                                  |
| Dans                              | Frithiof Ekstrand              | 1911       |                         | brons                    |              | Oxbacksskolan koordinater saknas                                |                                                                  |
| Enhörning                         | Ebbe Lundberg Enhörna Smide    | 1975?      |                         | relief - järn            |              | Vallaskolan, Enhörna koordinater saknas                         |                                                                  |
| Sörjande man                      | Wieland Förster                | 1982       |                         | brons                    |              | Torekällparken 59.19444, 17.62664                               | Sörjande man                                                     |
| Dragkamp                          | Marylyn Hamilton Gierow        | 1982       |                         | brons                    |              | Södertälje sjukhus koordinater saknas                           |                                                                  |
| Dans                              | Claes Hake                     | 1981       |                         | brons                    |              | Sydpoolen koordinater saknas                                    |                                                                  |
| Rum                               | Per Hammarström                | 2014       |                         | keramik/mosaik           |              | Moraberg Studiecentrum koordinater saknas                       |                                                                  |
| Solspann                          | Wladyslaw Hasior               | 1972, 1976 |                         | betong, järnskrot        |              | Slussbron 59.19128, 17.63348                                    | Fler bilder                                                      |
| Dafne                             | Helga Henschen                 | 1978       |                         | fontän - keramik         |              | Luna gallerian (inomhus) koordinater saknas                     | Det är troligen inte ok att ladda upp en bild av detta konstverk |
| Frida på kaninen                  | Hertha Hillfon                 | 1977       |                         | brons                    |              | Hovsjöskolan koordinater saknas                                 |                                                                  |
| Masker                            | Hertha Hillfon                 | 1977       |                         | brons                    |              | Hovsjöskolan koordinater saknas                                 |                                                                  |
| Duvan                             | Hertha Hillfon                 | 1977       |                         | brons                    |              | Hovsjöskolan koordinater saknas                                 |                                                                  |
| Geten                             | Hertha Hillfon                 | 1977       |                         | brons                    |              | Hovsjöskolan koordinater saknas                                 |                                                                  |
| Babyhuvud                         | Hertha Hillfon                 | 1977       |                         | brons                    |              | Hovsjöskolan koordinater saknas                                 |                                                                  |
| Visdomens brunn                   | Bror Hjorth                    | 1987       |                         | fontän - brons           |              | Olof Palmes plats 59.19478, 17.62844                            | Visdomens brunn                                                  |
| Detaljer ur vår fantastiska värld | Sven Holmström                 | 1965-66    |                         | betong                   |              | Brunnsängskolan koordinater saknas                              |                                                                  |
| 2 st reliefer/ 1 väggmålning      | Ulf Ingwall                    | 1983       |                         | reliefer, målning - plåt |              | Pershagenskolan (fasad/matsal) koordinater saknas               |                                                                  |
| Mor och barn                      | Ivar Johnsson                  | 1957       |                         | brons                    |              | Kanalparken 59.20058, 17.62893                                  | Mor och barn                                                     |
| Okänd titel                       | Sven H Johansson               | 1972       |                         | kakel                    |              | Turingeleden/gångtunnel koordinater saknas                      |                                                                  |
| Blå flöjten                       | Sven H Johansson               | 1972       |                         | kakel                    |              | Oxbacksleden/gångtunnel koordinater saknas                      |                                                                  |
| Gryningen                         | Sven H Johansson               | 1972       |                         | kakel                    |              | Oxbacksleden/gångtunnel koordinater saknas                      |                                                                  |
| Kyssen                            | Sven H Johansson               | 1972       |                         | kakel                    |              | Mälarbron/gångtunnel koordinater saknas                         |                                                                  |
| Celsus                            | Arne Jones                     | 1962       |                         | betong                   |              | Blombackaskolan koordinater saknas                              |                                                                  |
| Tänkaren                          | Kimmo Kaivanto                 | 1981       |                         | brons                    |              | Geneta centrum koordinater saknas                               |                                                                  |
| Vårdagjämning                     | Sonja Katzin                   | 1962       |                         | brons m bassäng          |              | Stationsparken 59.1928, 17.62632                                | Vårdagjämning                                                    |
| Reliefer                          | Gerd Kern                      | 1982       |                         | plåt                     |              | Majtorpskolan (fasad) koordinater saknas                        |                                                                  |
| väderfläjel                       | Gerd Kern                      | 1990       |                         | plåt                     |              | Bårstaskolan (tak) koordinater saknas                           |                                                                  |
| Ungdom                            | Rolf Kjellberg                 | 1957       |                         | skulptur - brons         |              | Stadsparken 59.19199, 17.62862                                  | Ungdom                                                           |
| Fönster Mönster                   | Gunilla Klingberg              | 2008       |                         | plastfolie               |              | Wasaskolan (hjärtat) koordinater saknas                         |                                                                  |
| Fönster Mönster                   | Gunilla Klingberg              | 2012       |                         | plastfolie               |              | Tavestaskolan, Järna (entréfönster) koordinater saknas          |                                                                  |
| Björn                             | Arvid Knöppel                  | 1959       |                         | skulptur - brons         |              | Rosenborgskolan koordinater saknas                              |                                                                  |
| Blå Tåg (Lokomotiv)               | Gustav Kraitz                  |            |                         | keramik                  |              | Gågatan koordinater saknas                                      |                                                                  |
| Abacus (lat. räknetavla)          | Åke Lagerborg                  | 1971       |                         | metall                   |              | Täljegymnasiet koordinater saknas                               |                                                                  |
| Skogsbryn                         | Jan Lindqvist                  | 1956       | Träd utskurna ur brons. | brons                    |              | Östergatan 41 koordinater saknas                                |                                                                  |
| Glasmålningar 8 st                | Martin Ljunggren               | 1990       |                         | glas                     |              | Bårstaskolan (entréer) (inomhus) koordinater saknas             | Det är troligen inte ok att ladda upp en bild av detta konstverk |
| Barnens glädje                    | Arvo Luik                      | 1993       |                         | målning - emalj          |              | Rösbergaskolan (södra fasaden) koordinater saknas               |                                                                  |
| Borgmästar Munte                  | Sven Lundquist                 |            |                         | skulptur - sten          |              | Sveagatan 20 (mittemot) 59.20227, 17.6367                       |                                                                  |
| Okänd titel                       | Jan Manker                     | 1990       |                         | färgat kakel             |              | kv. Jupiter koordinater saknas                                  |                                                                  |
| Fantasin och bundenheten          | Eric Matteoni                  | 1983       |                         | skulptur, relief         |              | Fornbackaskolan (fasad/gårdsplan) koordinater saknas            |                                                                  |
| Lägg på ett kol                   | Eric Matteoni                  |            |                         | brons                    |              | Igelsta kolvärmeverk koordinater saknas                         |                                                                  |
| Vindflöjel                        | Eric Matteoni                  |            |                         | plåt                     |              | Heijkensköldska koordinater saknas                              |                                                                  |
| Charlotta                         | Eric Matteoni                  | 2005       |                         | betongbänk               |              | Viksäng Strand koordinater saknas                               |                                                                  |
| 23 kulor                          | Eric Matteoni                  | 2012       |                         | betong                   |              | Tavestaskolan, Järna koordinater saknas                         |                                                                  |
| Hemligheten                       | Ola Nilsson                    | 2002       |                         | betong                   |              | Björkängskolan koordinater saknas                               |                                                                  |
| Del av - Tecken för Lina Hage     | Per Nilsson                    | 1988       |                         | tegel, betong, koppar    |              | Infart Lina hage koordinater saknas                             |                                                                  |
| Kontinuitet - gul                 | Lars-Gunnar Nordström          | 1995       |                         | syrafast stål            |              | Västergårdgymnasiet koordinater saknas                          |                                                                  |
| Okänd titel                       | Okänd                          |            |                         | olika typer av smide     |              | Ronna centrum koordinater saknas                                |                                                                  |
| Uppstickare                       | Hans Peterson                  | 2007       |                         | skulptur                 |              | Axa Sportcenter koordinater saknas                              |                                                                  |
| Okänd titel                       | Okänd                          |            |                         | väggmålning              |              | Mälarbron (under) koordinater saknas                            |                                                                  |
| Neonkub                           | Mikael Richter                 | 2005       |                         | glas, järn, neon         |              | Wendela Hebbe gymnasium (entrétak/utomhus) koordinater saknas   |                                                                  |
| Samverkan                         | Sune Rooth                     | 1973       |                         | koppar                   |              | Hölöskolan, Hölö koordinater saknas                             |                                                                  |
| Yesterday                         | Ann Sidén                      | 2012       |                         | brons                    |              | Glasberga vård- och omsorgsboende koordinater saknas            |                                                                  |
| Trädgårdens väktare               | Eva Mia Sjölin                 | 2002       |                         | järn                     |              | Lina förskola koordinater saknas                                |                                                                  |
| Okänd titel                       | Annika Sundin Torun Vikingsson | 2012       |                         | Väggmålning mm           |              | Mölnbo förskola, Mölnbo koordinater saknas                      |                                                                  |
| Klippiga berget                   | Johan Thurfjell                | 2000       |                         | betong                   |              | Tavestaskolan, Järna koordinater saknas                         |                                                                  |
| Okänd titel                       | Nigel Wells                    | 2002       |                         | skulptur - järn          |              | Fornhöjden koordinater saknas                                   |                                                                  |
| Okänd titel                       | Helene Aurell Nigel Wells      |            |                         | Vatten(trappa)           |              | Brunnsängsskolan koordinater saknas                             |                                                                  |
| Okänd titel                       | Helene Aurell Nigel Wells      |            |                         | Vattenlek                |              | Blombackaskolan koordinater saknas                              |                                                                  |
| Okänd titel                       | Helene Aurell Nigel Wells      |            |                         | Vattenlek                |              | Högbergaskolan koordinater saknas                               |                                                                  |
| Okänd titel                       | Helene Aurell Nigel Wells      |            |                         | Vattenlek                |              | Ronnaskolan koordinater saknas                                  |                                                                  |
| Okänd titel                       | Helene Aurell Nigel Wells      |            |                         | Betongorm                |              | Högbergaskolan koordinater saknas                               |                                                                  |
| Okänd titel                       | Helene Aurell Nigel Wells      |            |                         | Vattenlek                |              | Hölöskolan, Hölö koordinater saknas                             |                                                                  |
| Okänd titel                       | Helene Aurell Nigel Wells      |            |                         | Vattentrappa             |              | Daghemmet Saga, Järna koordinater saknas                        |                                                                  |
| Brigadmålning                     | Victor Jara Föreningen         | 1983       |                         |                          |              | Turingelundens förlängning koordinater saknas                   |                                                                  |
| Historia och saga                 | Lars Widenfalk                 | 1990       |                         | granit                   |              | Bårstaskolan koordinater saknas                                 |                                                                  |
| Skulpturlandskap m. vatten        | Lars Widenfalk                 | 1993       |                         | skulpturfontän - granit  |              | Stora Torget 59.19767, 17.62613                                 | Skulpturlandskap m. vatten                                       |
| Ledfyrar                          | Gunilla Wihlborg               | 1995       |                         | skulptur - tegel         |              | Stationsplan 59.1922, 17.6271                                   | Ledfyrar                                                         |
| Gärda och Gärda                   | Gunilla Wihlborg               |            |                         | betong                   |              | Heijkensköldska koordinater saknas                              |                                                                  |
| Kringelgumma                      | David Wretling                 | 1964       |                         | brons                    |              | Södertälje sjukhus koordinater saknas                           |                                                                  |
| Lekskulpturer med Konst & Teknik  | Frédéric Iriarte               | 2008       |                         | lekskulpturer - metal    |              | Geneta centrum 59.19541, 17.58376                               |                                                                  |
| Vyer från kanalen                 | Torbjörn Lindgren              | 2013       |                         | ek                       |              | Stadsparken 59.19221, 17.62827                                  | Vyer från kanalen                                                |
| Pallar och lekmöbler-5 svampar    | Eero Aarnio                    | 1965       | en grupp svampar i sten | Vit cement               |              | Stadsparken 59.19262, 17.62769                                  | Pallar och lekmöbler-5 svampar                                   |